# Перелом Колліса
Перелом Колліса — це тип перелому дистального відділу променевої кістки, при якому зламаний кінець променевої кістки зміщується назад. Симптомами можуть служити біль, набряк, деформація та гематома. Ускладненням може бути ушкодження серединного нерва.
Як правило, перелом стається внаслідок падіння на випростану руку. Додатковим фактором ризику є остеопороз. Діагноз можна підтвердити за допомогою рентгену. Одночасно також може бути зламана верхівка ліктьової кістки.
Лікування може включати накладання гіпсової пов'язки після репозиції уламків або хірургічне втручання. Хірургічне вправлення з наступним гіпсуванням ймовірне в більшості випадків у людей, старших від 50 років. Під час репозиції застосовують знеболення за допомогою процедурної седації та аналгезії або впорскуванням анальгетику в гематому, спричинену переломом. Для повного загоєння може знадобитися рік або два.
Близько 15% людей мають шанс перелому Колліса у якийсь момент свого життя. Цей тип травми частіше трпляється з молодими людьми та з людьми похилого віку, ніж з дітьми та людьми середнього віку. З жінками частіше, ніж з чоловіками. Перелом названо на честь Авраама Колліса, який описав його в 1814 році.

## Причини
Перелом найчастіше спричиняється падінням на тверду поверхню та рефлекторним намаганням блокувати падіння випростаною рукою, в той час як падіння на руку з приведеним зап'ястям може спричинити перелом Сміта. Останній часом називають «зворотним переломом Колліса». Спершу перелом Колліса було описано у жінок похилого віку та/або після менопаузи. Зазвичай перелом стається на відстані приблизно від трьох до п'яти сантиметрів проксимальніше променево-зап'ясткового суглоба зі зміщенням дистального уламка дозаду та вбік, що призводить до характерної деформації, схожої на «виделку» або «багнет». Перелом Колліса є поширеним переломом у людей з остеопорозом, поступаючись лише переломам хребців.

## Діагностика

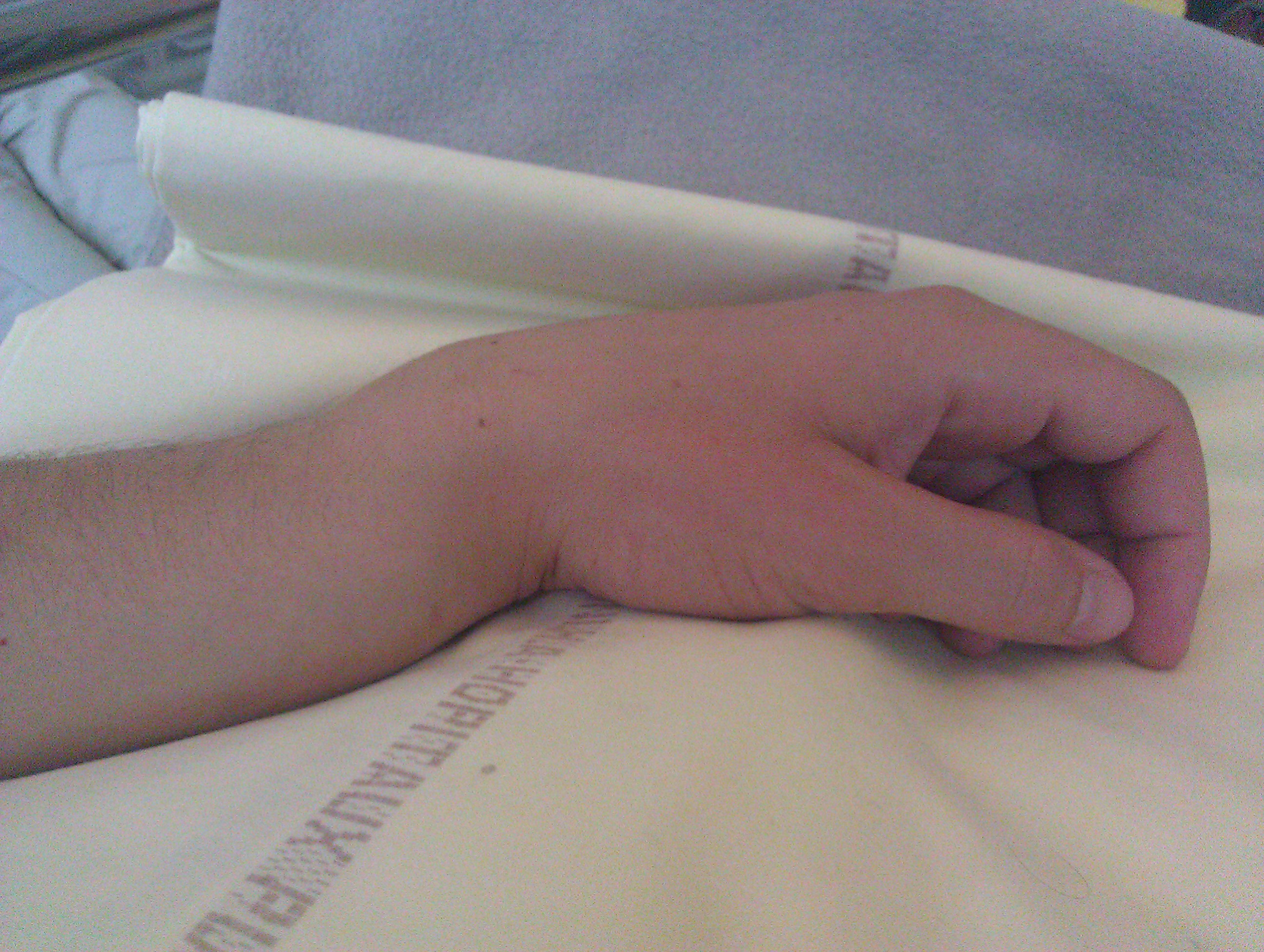
Перелом Коліса на лівій руці, чітко видно зміщення основи кисті назад

Діагноз можна поставити лише на підставі інтерпретації передньо-заднього та бічного знімків.
Класичний перелом Колліса має такі ознаки:
- Поперечний перелом променевої кістки
- 2.5 см (0,98 дюймів) проксимальніше променево-зап'ясткового суглоба
- дорсальне зміщення та дорсальна ангуляція разом із радіальним нахилом[9].

Інші характеристики:
- Радіальне вкорочення
- Втрата або зміщення ліктьового нахилу≤
- Променева ангуляція зап'ястя
- Подрібнення в місці перелому
- Поєднаний перелом шилоподібного відростка ліктьової кістки більш ніж у 60% випадків.

### Класифікація
Термін «перелом Колліса» класично використовується для опису перелому на дистальному кінці променевої кістки в місці її кортико-губчастого з'єднання. Однак цей термін тепер має тенденцію використовуватися вільно для опису будь-якого перелому дистального відділу променевої кістки, із залученням або без залучення ліктьової кістки, який має дорсальне зміщення уламків перелому. Сам Колліс описав це як перелом, який «відбувається приблизно на півтора дюйма (38 мм) вище зап'ястного кінця променевої кістки», і «зап'ясток і основа п'ястка у вигляді, зсунутому назад». Перелом іноді називають «виделковою» або «багнетною» деформацією через форму передпліччя.
Коллісові переломи можна класифікувати за декількома системами, включаючи класифікацію Фрикмана, Ґартленда і Верлі, Лідстрема, Ніссена-Лі та Олдера.

## Лікування
Лікування залежить від тяжкості перелому. Перелом без зміщення можна лікувати самою гіпсовою пов'язкою після репозиції уламків. Гіпсова пов'язка накладається дистальним фрагментом у долонному згині і до ліктьового відхилення. Перелом із легким кутом і зміщенням може потребувати закритої репозиції. Є деякі докази того, що іммобілізація зап'ястя в тильному згинанні на відміну від долонного згинання призводить до меншого повторного зміщення та кращого функціонального стану. Значні кути та деформація можуть потребувати відкритої репозиції та внутрішньої або зовнішньої фіксації. Волярна шина на передпліччя найкраще підходить для тимчасової іммобілізації переломів передпліччя, зап'ястка та кисті, включаючи перелом Колліса. Існує кілька встановлених критеріїв нестабільності:  дорсальний нахил >20°, уламковий перелом, відшарування ліктьового шилоподібного відростка, внутрішньосуглобове зміщення >1 мм, втрата радіальної висоти >2 мм.
Більша кількість критеріїв нестабільності підвищує необхідність оперативного лікування.
Методи лікування відрізняються у людей похилого віку.
Рекомендується повторне рентгенівське обстеження через один, два та шість тижнів, щоб перевірити правильність загоєння.

## Прогноз
Час відновлення залежить від ступеня зміщення кістки, кількості кісткових уламків, від того, чи є перелом «внутрішньосуглобовим» (чи включає зап'ястковий суглоб), а також від віку, статі та історії хвороби людини, і може коливатися від двох місяців до року і більше для повного одужання.

## Епідеміологія
Переломи Колліса зустрічаються в усіх вікових групах, хоча певні моделі мають віковий розподіл.
- У людей похилого віку через слабші поверхневі кісткові тканини перелом частіше буває позасуглобовим.
- Молоді особи, як правило, потребують більшої сили енергії, щоб спричинити перелом, і, як правило, мають більш складні внутрішньосуглобові переломи. У дітей з відкритими епіфізами еквівалентним переломом є «епіфізарне зісковзування», як це можна побачити в інших суглобах, таких як зісковзування головного епіфіза стегнової кістки в стегні. Це перелом Salter I або II з деформуючими силами, спрямованими через слабшу епіфізарну пластинку .
- Частіше зустрічається у жінок через постменопаузальний остеопороз.

## Історія
Перелом Колліса названо на честь Авраама Колліса (1773–1843), ірландського хірурга з Кілкенні, який вперше описав його в 1814 році, просто дивлячись на класичну деформацію до появи рентгенівських променів. Ернест Еморі Кодман був першим, хто дослідив його за допомогою рентгенівських променів. Його стаття, опублікована в Бостонському медичному та хірургічному журналі, тепер відомому як Медичний журнал Нової Англії, також розробила систему класифікації.
Іноді кажуть, що Клод Путо був першим, хто описав перелом Колліса (який іноді називають переломом Путо-Колліса), але, на думку П. Ліверно, це не так.